# Сабатон

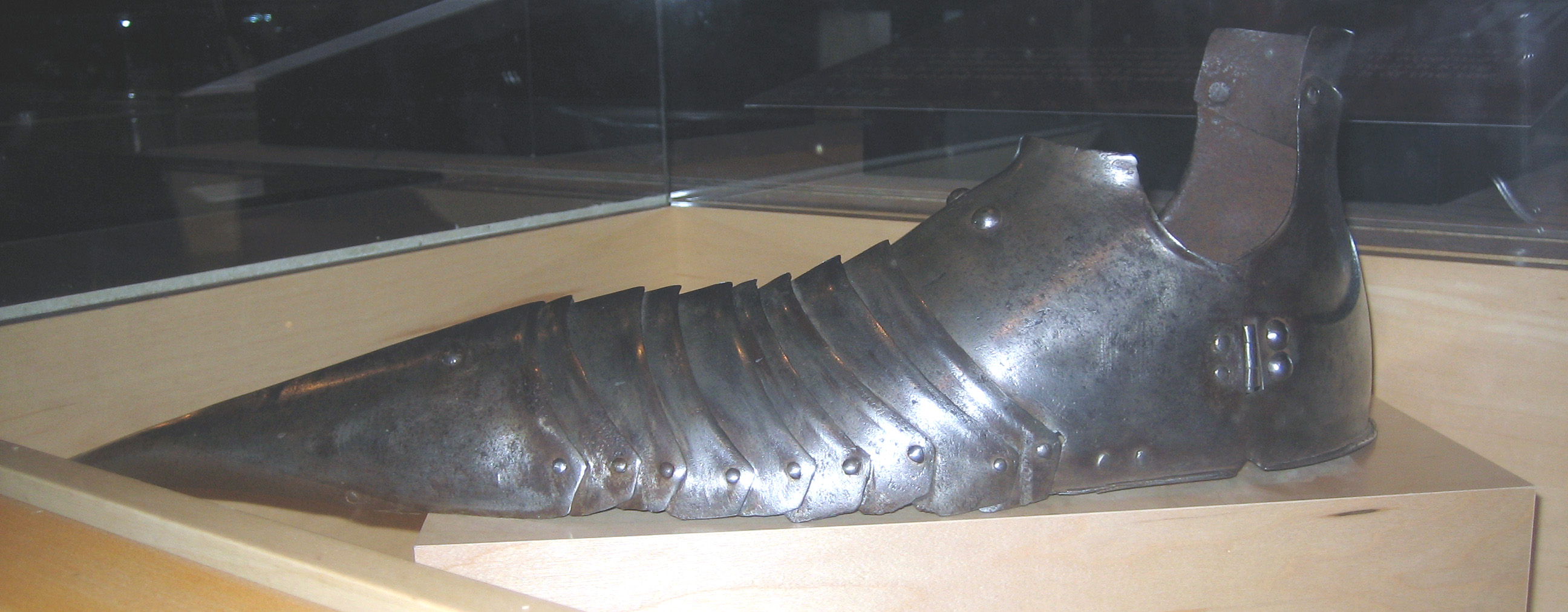

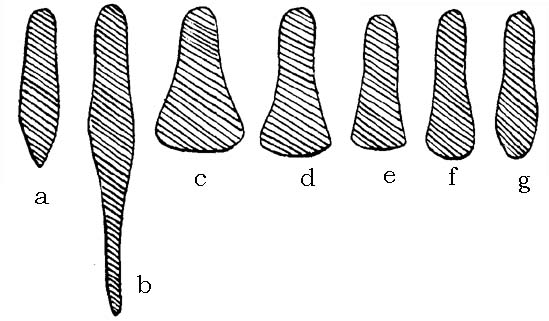
Эволюция формы подошвы сабатонов: а) 1290—1390. b) 1300—1490. с) 1500—1530. d) 1530—1540. е) 1540—1550. f) 1550—1560. g) 1560—1590

Сабатон (англ. sabaton, он же солерет англ. soleret) — латный ботинок, который крепился к наголеннику.
Слово soleret редко использовалось в Англии, если использовалось вообще до Мейерика, и, по его мнению, сабатон не сводился к понятию широконосого башмака для защиты ступни, введённого в обиход в конце XV века. Он использовался постоянно с XIV по XVII век.
Сабатоны появились во втором десятилетии XIV века, хотя до 1320 года их изображения редки. Первые латные сабатоны появились в Италии и состояли из 4–5 сегментов, а по форме копировали обувь того времени, то есть имели короткий острый носок. В XV веке в миланских и готических доспехах сабатоны делались с длинным острым носком (пулены), который для ходьбы отстёгивался. В противоположность им сабатоны максимилиановских доспехов копировали тогдашнюю моду на обувь и делались широкими и тупыми, их за это называли «медвежьи лапы». Более поздние сабатоны делались с круглым либо слегка заострённым носком, и тоже недлинные. Вышли из употребления вместе с наголенниками во второй половине XVI века.